# Dan Bădărău
Dan Bădărău (n. 6 decembrie 1893, Iași – d. 2 iulie 1968, București) a fost un filozof român, membru corespondent al Academiei Române.

## Biografie
Dan Bădărău s-a născut la Iași și a urmat studiile liceale la Liceul Saint Louis din Paris obținând bacalaureatul în 1912. Studiile universitare le-a început la Universitatea din Iași, unde a obținut licența în Drept în 1917, și le-a continuat la Universitatea din Paris (Sorbona) unde a obținut licența (1919) și doctoratul (1924) în filosofie.
Revenit la Iași, Dan Bădărău a fost numit, începând cu anul 1926, conferențiar la Catedra de Filosofie a Facultății de Litere și Filozofie a Universității și ulterior profesor. În 1949 se mută la București unde ocupă postul de director al Institutului de Istorie al Academiei Române. În 1963 este ales membru corespondent al Academiei Române și după 1967 activează ca șef de secție la Centrul de Logică al Academiei.

## Opera filosofică
În studiile sale Dan Bădărău a abordat teme vaste și diferite ale filosofiei între care logica, gnoseologia și istoria filosofiei. A publicat:
- Essai sur la pensée (1925),
- L’individuel chez Aristotel (1936),
- De jugement comme acte signifiant (1944),
- Filozofia lui Dimitrie Cantemir (1964),
- G.W. Leibniz (1966).

În paralel cu activitatea publicistică de specialitate, a colaborat la ziarul ieșean Opinia cu diferite studii, articole și recenzii. A fost interesat de istoria Iașului și a scris, împreună cu Ioan Caproșu, cartea Iașul vechilor zidiri.

## Ordine și decorații
Dan Bădărău a executat serviciul militar între anii 1912-1913 la Școala de artilerie și geniu. A participat la campania din 1913 a Războiului Balcanic precum și la Primul Război Mondial (1916-1918) cu gradul de căpitan-aviator de rezervă și a fost decorat cu următoarele ordine și medalii române și străine:
- Ordinul Virtutea Aeronautică în grad de cavaler;
- Ordinul Steaua României în grad de ofițer;
- Military Cross⁠(en)[traduceți] (Marea Britanie) în grad de cavaler;
- Ordinul Leului Alb (Cehoslovacia) în grad de cavaler.
- Ordinul „Meritul Științific” clasa a III-a (26 septembrie 1966) „pentru merite deosebite în activitatea științifică, cu prilejul Centenarului Academiei Republicii Socialiste România”[3]